# Drissa Fofana
Pour les articles homonymes, voir Fofana.
Drissa Fofana est un coureur cycliste de Côte d'Ivoire.
Il s'impose à deux reprises sur le Tour de l'est international en 1992 et 1993, et remporte deux étapes du Tour du Faso en 1993, en devenant le premier ivoirien à gagner sur cette épreuve prestigieuse en Afrique.

## Palmarès
- 1992
  - Tour de l'est international

- 1993
  - Tour de l'est international
  - 3eb et 4e étapes du Tour du Faso